# Войтюк, Мария Ивановна
Мария Ивановна Войтюк — советский хозяйственный, государственный и политический деятель, Герой Социалистического Труда.

## Биография
Родилась в 1922 году на территории современной Волынской области. Член КПСС.
С 1945 года — на хозяйственной, общественной и политической работе. В 1945—1980 гг. — колхозница, звеньевая, бригадир колхоза имени Шевченко/имени XX съезда КПСС Рожищенского района Волынской области.
Указом Президиума Верховного Совета СССР от 23 июля 1951 года присвоено звание Героя Социалистического Труда с вручением ордена Ленина и золотой медали «Серп и Молот».
Умерла после 1980 года.

## Награды и звания
- Герой Социалистического Труда (23.07.1951).
- орден Ленина (23.07.1951; 08.12.1973)
- орден Октябрьской Революции (08.04.1971)
- орден Трудового Красного Знамени (24.12.1976)
- орден «Знак Почёта» (30.04.1966)